# Jan Květ (botanik)
Jan Květ (* 26. srpna 1933 Praha) je český biolog a vysokoškolský pedagog. Zabývá se botanikou a ekologií mokřadů.

## Biografie
Jan Květ se narodil v Praze do rodiny historika prof. Jana Květa a učitelky hudby Evy roz. Žižkové. Roku 1943 nastoupil na osmileté Jiráskovo gymnázium v Praze. Po jeho zrušení v roce 1950 přestoupil na Akademické gymnázium, kde následujícího roku maturoval. Roku 1951 začal studovat na Přírodovědecké fakultě Univerzity Karlovy obor anatomie a fyziologie rostlin. V diplomové práci se zabýval působením extraktů rašeliníku (Sphagnum) na růst řas Chlorogonium elongatum pod vedením prof. Silvestra Práta.
Roku 1956 byl přijat do Geobotanické laboratoře ČSAV v Průhonicích u Prahy, která se roku 1962 stala součástí nově zformovaného Botanického ústavu ČSAV. V letech 1962 až 1963 absolvoval čtrnáctiměsíční studijní pobyt u prof. Blackmana na Univerzitě v Oxfordu. Zde studoval metody růstové analýzy, které později úspěšně převedl do praxe výzkumu přirozených ekosystémů. V roce 1964 obhájil kandidátskou práci z oboru botanika na téma produktivity lesního bylinného patra.
V Botanickém ústavu ČSAV postupně pracoval v Ekologickém oddělení v Brně (1964–1972) a v Hydrobotanickém oddělení (později Úseku ekologie rostlin) v Třeboni (1973–2002). V letech 1976–90 zde vedl pracovní skupinu pro výzkum makrofyt. Hlavním zaměřením jeho vědecké práce byla ekologie mokřadů. V červnu 1984 zorganizoval v Třeboni mezinárodní konferenci o mokřadech, které se zúčastnilo přes 140 odborníků z východního i západního bloku, z nichž asi 120 bylo zahraničních.
V letech 1965–74 kromě výzkumné práce vykonával funkci zastupujícího vědeckého koordinátora v podsekci po fotosyntetickou produkci rostlin v sekci produkčních procesů Mezinárodního biologického programu (IBP). V roce 1970 na sebe vzal koordinaci nově založené pracovní skupiny IBP pro výzkum mokřadů. Z podnětu Dagmar Dykyjové a Jana Květa byl mokřadní výzkum na Třeboňsku zařazen do programu UNESCO Člověk a biosféra. Společně s Dagmar Dykyjovou přispěl ke vzniku biosférické rezervace Třeboňsko (1977) a chráněné krajinné oblasti Třeboňsko (1979).
V listopadu 1989 se Jan Květ zapojil do politického dění, nejdříve jako předseda stávkového výboru Botanického ústavu v Třeboni. Roku 1990 byl zvolen za Občanské fórum do České národní rady. Jako poslanec byl činný ve výboru pro životní prostředí a zasloužil se o přijetí Zákona č. 114/1992 Sb., o ochraně přírody a krajiny. V letech 1990–1997 byl členem první akreditační komise vlády ČR pro vysoké školy, kde zastupoval biologické obory. V letech 1994 až 2000 působil jako člen zastupitelstva v Třeboni.
Začátkem 90. let se významně podílel na budování Biologické fakulty Jihočeské Univerzity, kde působil v řadě funkcí.
Po válce byl členem junáckého oddílu. V 50. letech se podílel na vedení turistického oddílu mládeže.
Jan Květ žije v Třeboni s manželkou Radkou. Spolu mají dvě dcery.

## Ocenění
- Medaile ministra školství mládeže a tělovýchovy druhého stupně, 1997
- Člen korespondent Rakouské akademie věd, 1997
- Cena mezinárodní společnosti Society of Wetland Scientists, 2001
- Pamětní medaile Jihočeské univerzity, 2001
- Řádný člen Učené společnosti ČR, 2002[4]
- Recognition of excellence, udělené řídícím orgánem Ramsarské smlouvy, 2008
- Čestná oborová medaile Gregora Johanna Mendela za zásluhy v biologických vědách, 2013[5]
- Doctor honoris causa Jihočeské univerzity, 2017
- Pamětní medaile Učené společnosti ČR, 2017[6]
- Cena Josefa Vavrouška za dlouhodobý přínos v ochraně životního prostředí za rok 2023[7]